# Tmesiphantes minensis
Tmesiphantes minensis är en spindelart som beskrevs av Cândido Firmino de Mello-Leitão 1943. Tmesiphantes minensis ingår i släktet Tmesiphantes och familjen fågelspindlar. Inga underarter finns listade i Catalogue of Life.